# Rezervația naturală Katun
Rezervația naturală Katun sau Katunski (în rusă Катунский заповедник) este o rezervație naturală rusească („zapovednik”) pe platourile din Munții Altai Centrali din sudul Siberiei. Este traversată de râul Katun, afluent principal al fluviului Obi. Izvorul râului Katun se află în Muntele Beluha, cel mai înalt munte din Siberia, atingând 4.506 metri, localizat în estul extrem al rezervației. Katun este un centru de biodiversitate de importanță internațională, formând o parte din Munții de Aur din Altai, loc din patrimoniu mondial UNESCO. Rezervația naturală Katun se află în districtul Ust-Koksinski al Republicii Altai.

## Topografie
Topografia rezervației include ghețari, tundră alpină, pășuni și păduri. O mare parte a terenului este de origine glaciară și cuprinde mici lacuri, pâraie, cascade și pante abrupte.

## Regiune și climat
Katun se află pe pășunile alpine din Munții Altai și în regiunea de tundră. Această regiune prezintă o secvență de zone de vegetație altitudinale din centrul Siberiei, precum stepă, silvostepă, păduri mixte, vegetație subalpină și vegetație alpină. Regiunea este de asemenea importantă pentru leopardul zăpezilor, specie pe cale de dispariție, și prada acestuia.
Rezervația Katun are un climat alpin: cel puțin o lună pe an are temperatura medie peste 0 °C, dar nicio lună pe an nu are o temperatură medie peste 10 °C.

## Flora și fauna
Rezervație găzduiește peste 700 de specii de plante, 51 de mamifere, 140 de păsări, trei de reptile și opt de pești. Speciile pe care de dispariție prezente sunt Erythronium oregonum, Paeonia hybrida, Asplenium exiguum și leopardul zăpezilor (Uncia uncia).